# Kraanvogel (vogel)
De kraanvogel (Grus grus) is een vogel uit de familie van de kraanvogels (Gruidae). Deze soort wordt ook wel aangeduid met de naam Europese of Euraziatische kraanvogel om de soort te onderscheiden van de diverse andere soorten kraanvogels buiten Europa. De wetenschappelijke naam van de soort werd in 1758 als Ardea Grus gepubliceerd door Carl Linnaeus. De soort broedt in hoogveenmoerassen en wordt in het oosten van de Lage Landen vooral als doortrekker waargenomen.

## Veldkenmerken
De Europese kraanvogel (de ondersoort G.g. grus) is groter dan de ooievaar. Een ooievaar is gemiddeld 107 cm, de kraanvogel is 95 tot 120 cm lang. De kraanvogel heeft een spanwijdte van 1,8 tot 2,0 meter. Het verenkleed is overwegend licht blauwgrijs met op de rug roestkleurige vlekken. De achterkant van de kop is wit; de keel is zwart. Ook bovenop de kop bevindt zich een zwart gedeelte met een donkerrode kruin.

## Gedrag en voortplanting
Kraanvogels zijn actieve vogels die zeer opvallen door hun balts en dans. Ze roepen dan luidruchtig naar elkaar. Vooral in het voorjaar, wanneer de volwassen vogels broeddriftig zijn, is de dans bijzonder: man en vrouw draaien met uitgestrekte vleugels om elkaar heen en springen soms enkele meters hoog.
Een kraanvogelpaar maakt een nest in een graspol in een moeilijk begaanbaar moeras. Meestal is er slechts één jong. De kraanvogel is een nestvlieder. Het jong verlaat al snel het nest, lang voor het kan vliegen, om roofdieren zo weinig mogelijk kans te geven. De ouders verblijven met het jong in de beschutting van opgaande begroeiing en voederen het bij tot het in staat is te vliegen en zelf eten te vinden.

## Voedsel
Kraanvogels zijn alleseters. Wanneer ze in hun broedgebied of in hun winterverblijf zijn, eten ze voornamelijk dierlijk voedsel zoals grote insecten, wormen en amfibieën. Wanneer ze op doortrek landen in akkerbouwgebieden eten ze maïskorrels, granen en aardappelen die op de velden zijn blijven liggen en soms eikels. In overleg met natuurorganisaties laten boeren van bekende plekken waar de kraanvogel rust (zoals in Rügen), etensresten achter op de akkervelden. Dit zodat de doortrekkende kraanvogel voldoende voedsel kan vinden. Kraanvogels foerageren door rustig op en neer te lopen en zo te kijken waar insecten zich bevinden. Zien ze een insect, dan pikken ze dit snel van de grond.

## Verspreiding en leefgebied
De kraanvogel broedt in een groot gebied dat reikt van West-Europa tot diep in Midden- en Oost-Azië. De vogels ten oosten van de Oeral en in Turkije en de Kaukasus werden voorheen beschouwd als twee aparte ondersoorten (G. g.lilfordi en G. g. archibaldi), maar volgens de huidige taxonomische inzichten wordt de kraanvogel nu gezien als een monotypische soort.

### De kraanvogel als trekvogel
De Europese kraanvogel is in de Benelux vooral een trekvogel op doortocht van en naar zijn zomergebied. In maart en april en van eind oktober tot in december trekken ze massaal, vaak zonder tussenstop, over het oosten van Nederland en België.
Befaamde plaatsen buiten de Benelux voor kraanvogels om te rusten en aan te sterken tijdens de trek zijn:
- Het gebied rond het Lac du Der-Chantecoq in het noorden van Frankrijk
- De Diepholzer Moorniederung ten westen van de Duitse plaats Diepholz
- Het kustgebied rond Rügen in de Oostzee (Nationaal Park Vorpommersche Boddenlandschaft)
- Het Hornborgameer in Zuid-Zweden, ongeveer 150 km ten noordoosten van Göteborg.

Op deze plaatsen rusten concentraties van duizenden tot tientallen duizenden vogels. Soms worden ze bewust bijgevoerd of zijn er afspraken met landbouwers over het laten liggen van oogstresten en het handhaven van de rust. Ecotoerisme is soms gefaciliteerd door de bouw van observatietorens en -tribunes.

### Uitbreiding broedareaal
De afgelopen twee- tot driehonderd jaar was de kraanvogel in Nederland geen broedvogel, en daarvoor alleen in afgelegen hoogveengebieden. Door uitbreiding van het Duitse broedgebied in westelijke richting zijn er in Nederland weer broedende kraanvogels. In 2001 verbleven er drie paren in het Fochteloërveen gedurende de broedtijd. Een van deze paren kreeg daar begin mei een jong. In 2003 kwam een tweede stelletje tot broeden. Sindsdien zijn er jaarlijks broedgevallen. Er is een geleidelijke stijging in aantallen waarneembaar. De soort is uitermate gevoelig voor verstoring, de broedresultaten zijn rond de 0,5 volgroeid jong per nest. Na 2012 is ook verscheidende malen succesvol gebroed in het Dwingelderveld. In 2018 waren er voor het eerst twee broedgevallen van kraanvogels in de Groote Peel en de Mariapeel. In 2019 werden er 35 broedparen geteld in Nederland.
De vogel is ook bezig met een voorzichtige terugkeer in het Verenigd Koninkrijk. In 2007 broedden voor het eerst na 400 jaar weer kraanvogels in een vogelreservaat van de Royal Society for the Protection of Birds in het graafschap Suffolk.
In België werd in 2021 voor het eerst sinds ruim 200 jaar een broedgeval vastgesteld, meer bepaald in de Limburgse Zwarte Beek.

## Status op de rode lijst
De kraanvogel heeft een enorm groot verspreidingsgebied en daardoor is de kans op uitsterven gering. De grootte van de populatie werd in 2015 geschat op 491.000 tot 503.000 individuen en de trend is dat dit aantal toeneemt, hoewel dat niet overal het geval is.  Daarom staat de vogel als niet bedreigd op de Rode Lijst van de IUCN.
Er zijn wel factoren te noemen die nadelig kunnen werken op de stand van de kraanvogel. Broed- en foerageergebieden zoals van rietvelden, hoogveenmoerassen en akkerbouwgebieden worden steeds vaker versnipperd door de aanleg van infrastructuur. In landbouwgebieden zijn veranderingen in de keuze van gewassen en verdroging door wijzigingen in de waterstand een bedreiging. Hoogspanningsleidingen maken slachtoffers en in Zuid-Europa en Noord-Afrika wordt er nog jacht op de dieren gemaakt.

## Afbeeldingen

Foto's van Europese kraanvogels
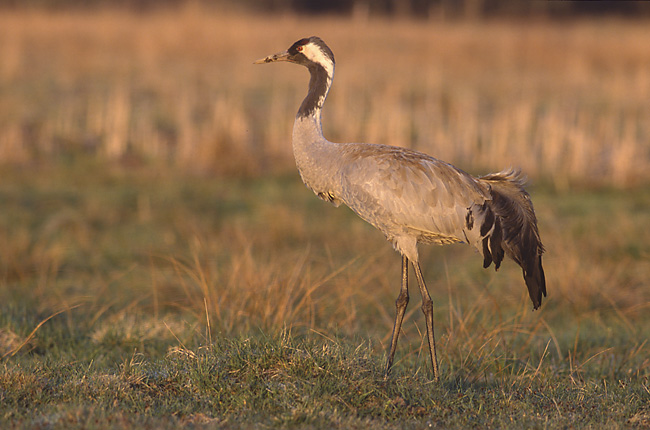
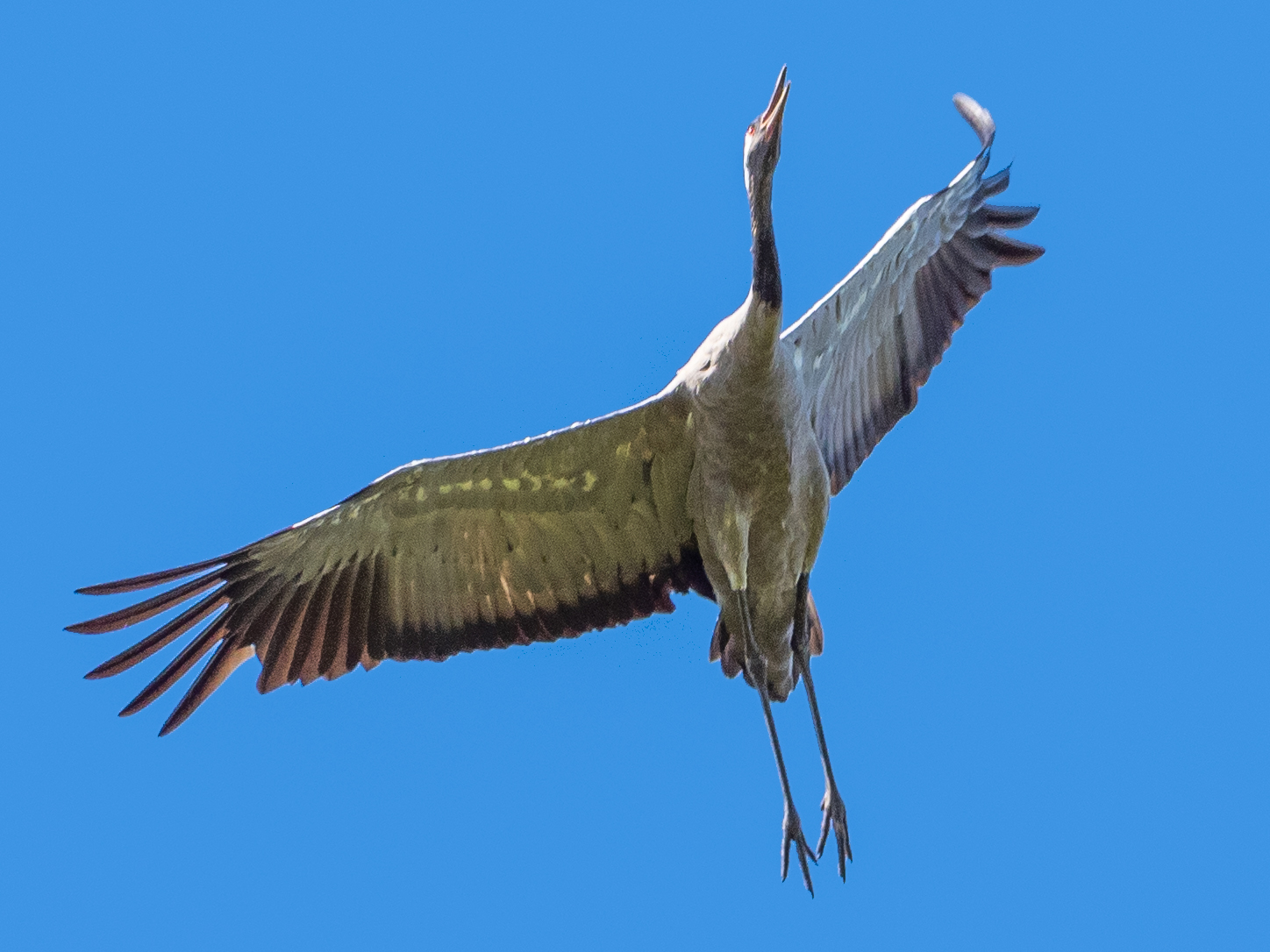
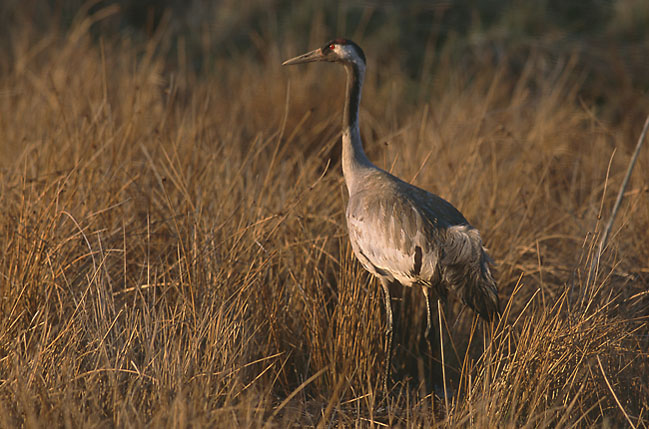
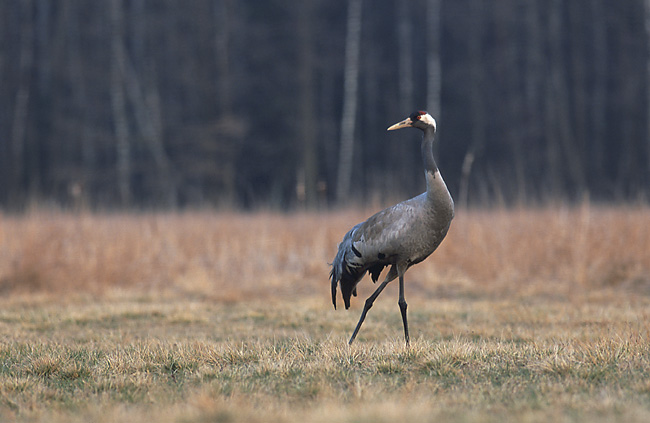
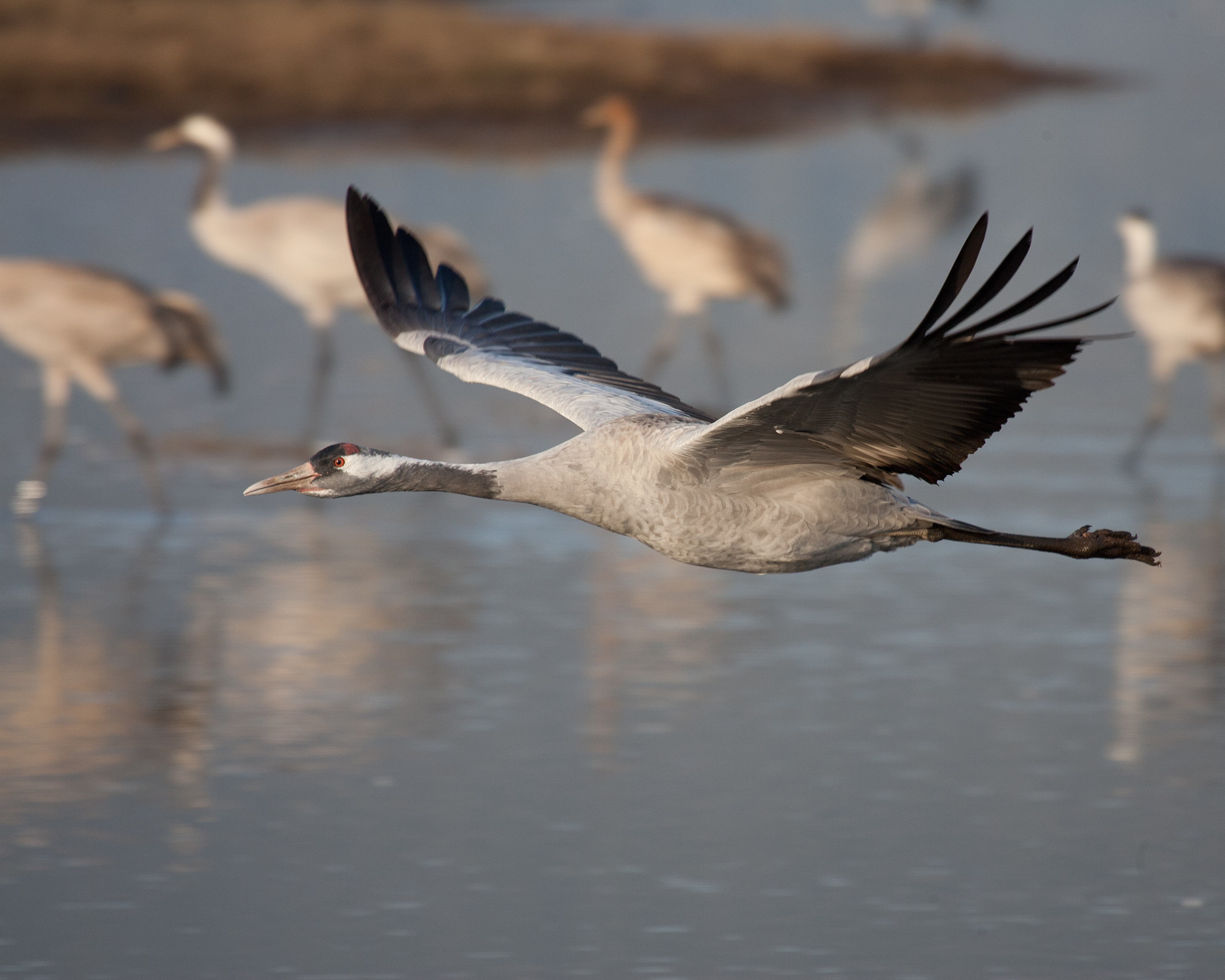
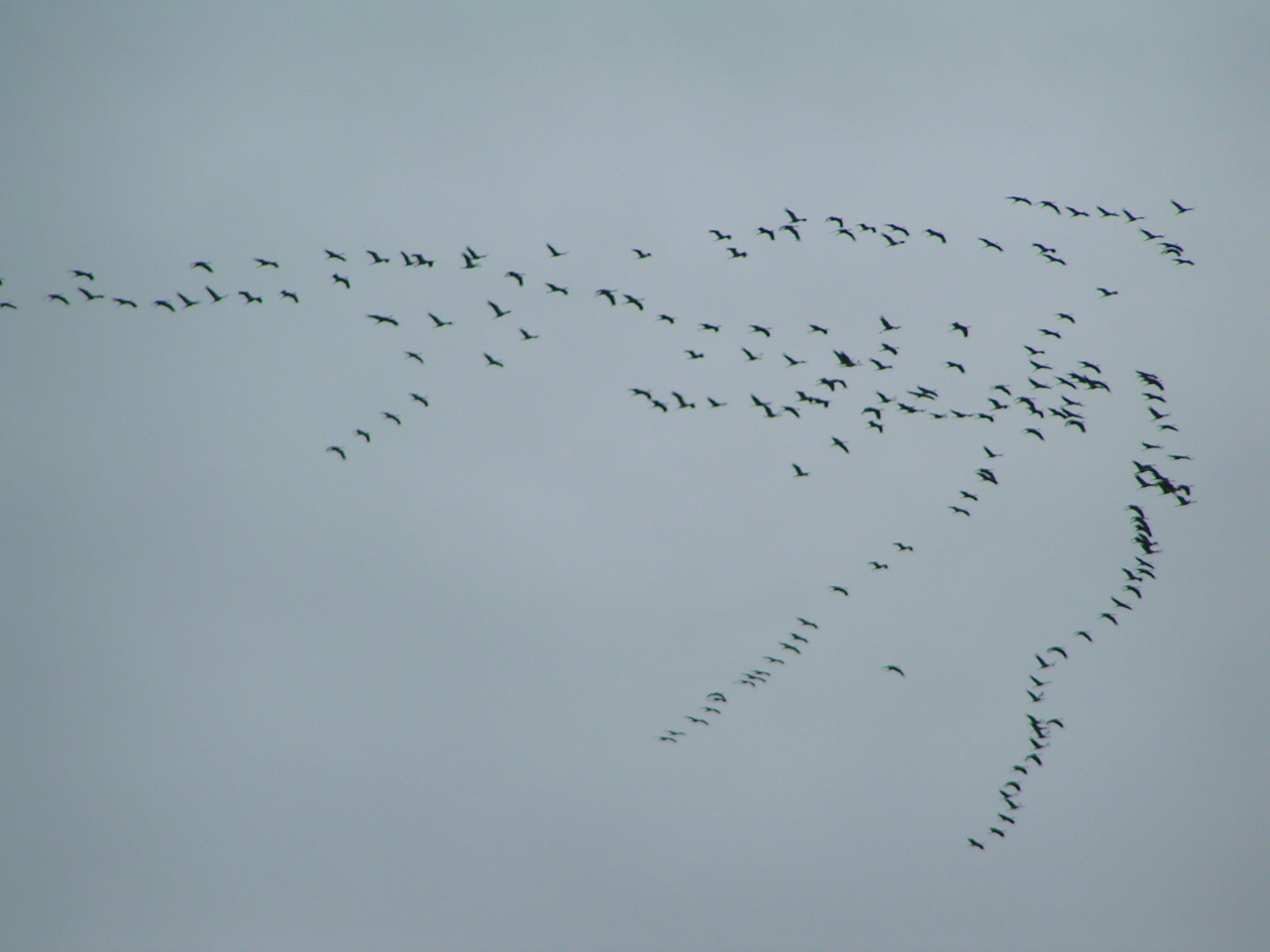
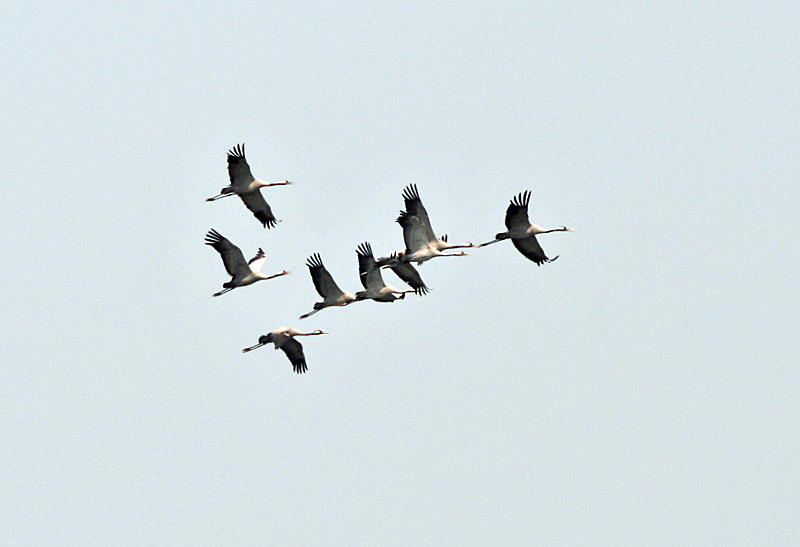
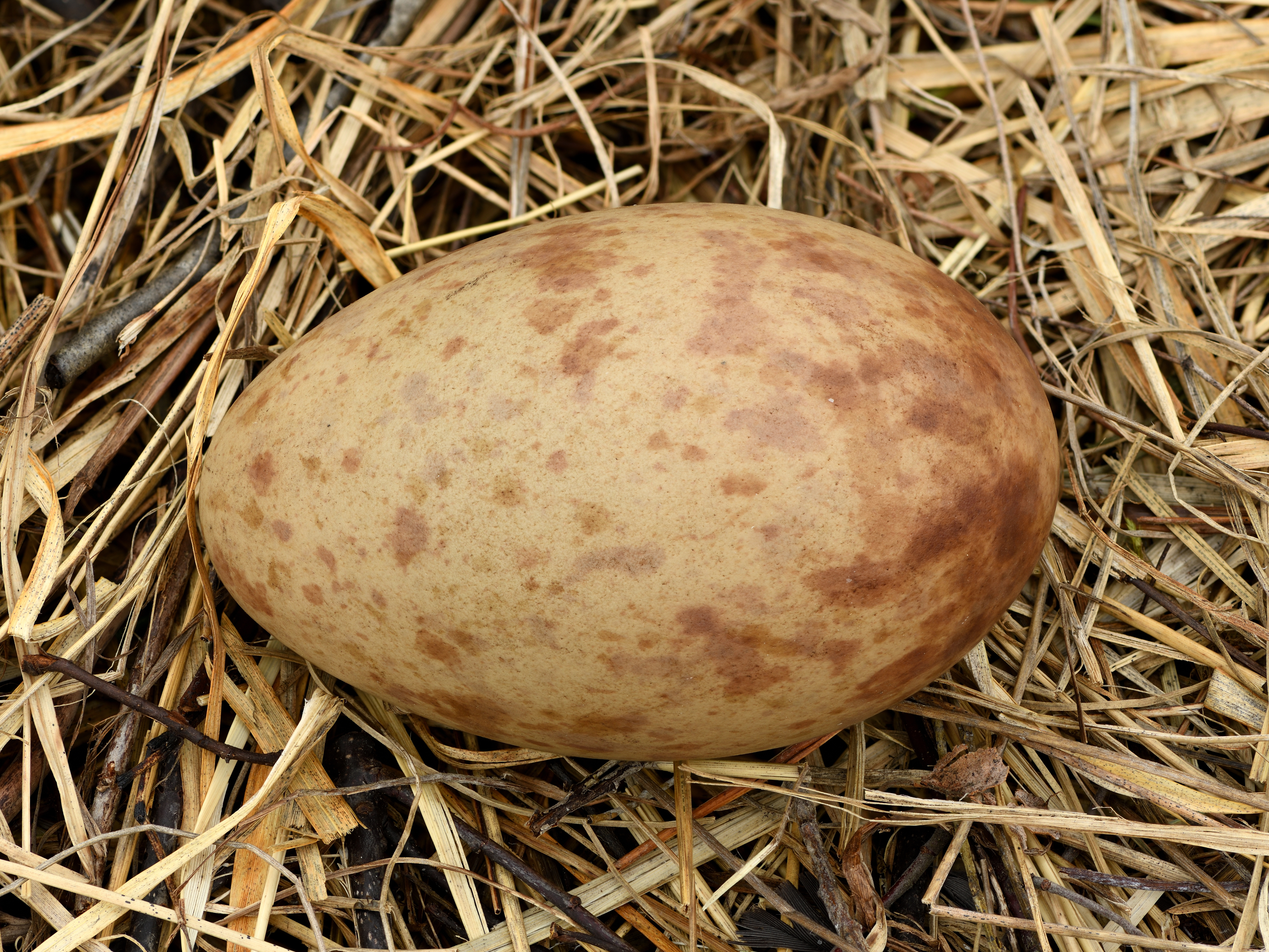
Ei
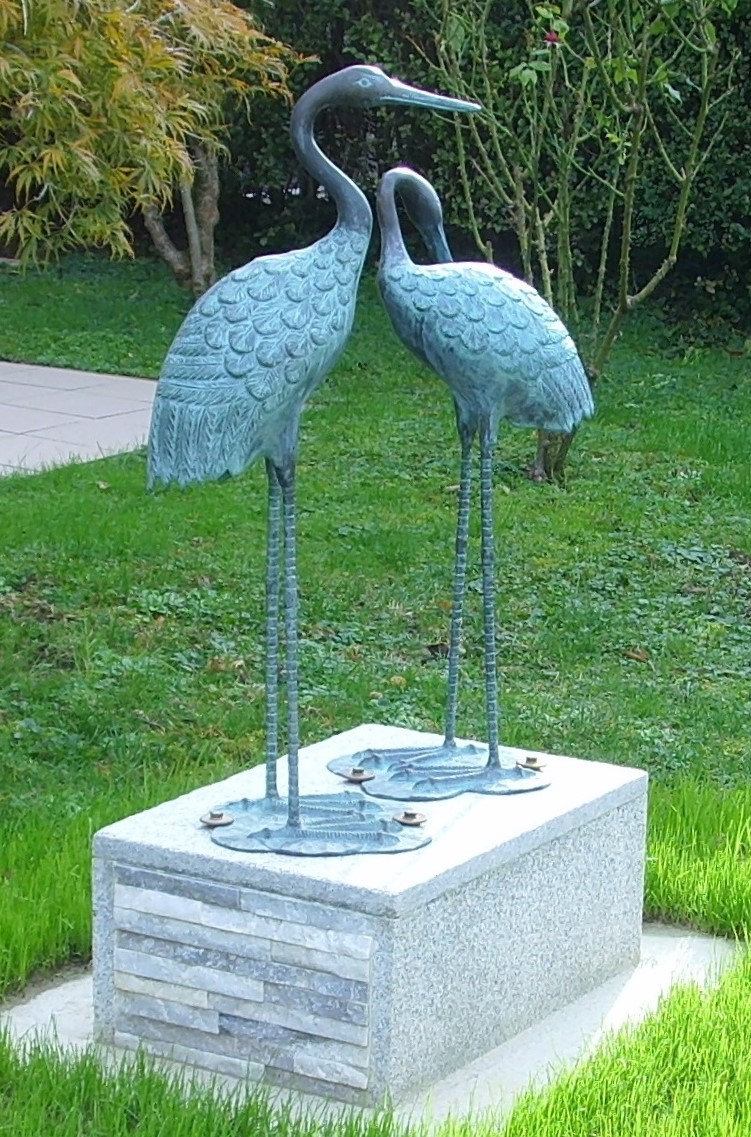
Standbeeld (brons)

## Video
- Baltsende en parende kraanvogels
- Foeragerende kraanvogel